# Humoreske (Dvořák)
Humoreske (češ. Humoresky) op. 101, B. 187, klavirski ciklus Antonína Dvořáka iz 1894. godine. Ciklus se sastoji od osam stavaka (humoreski). Najpoznatija i najčešće obrađivana je Humoreska br. 7.

## Nastanak
Antonín Dvořák je bio češki skladatelj iz razdoblja romantizma. Svirao je violinu, violu, klavir i orgulje. Počeo je skladati već za vrijeme školovanja. Priznanja je dobio još za života, djela su mu izvođena širom Europe, a mnogima je sâm dirigirao. Pisao je scensku, orkestarsku i komornu glazbu, glazbu za solistička glazbala, kao i druga djela, od kojih su najpoznatija opera "Rusalka", Simfonija br. 9 i "Slavenski plesovi".
Dvořák je od 1892. do 1895. godine boravio u Americi i pritom je skicirao mnoge teme američkog folklora. Inspiriran glazbom škotskih doseljenika, svoju jednostavačnu skladbu za klavir "Škotski plesovi" (op. 41, B. 74) htio je proširiti u "Novi škotski plesovi". Kad je počeo raditi na skiciranim temama, zaključio je da su teme previše različite i nepovezane, te je preimenovao djelo u "Humoreske".
U ljeto 1894. Dvořák je bio na godišnjem odmoru u Vysokoj kod Příbrama (Vysoká u Příbramě) i tu je nastavio rad na djelu. Završio ga je 27. kolovoza 1894. godine, a najesen je Dvořákov izdavač Fritz Simrock objavio djelo.

## O glazbi
Po sastavu, djelo je klavirski ciklus, zbirka međusobno nepovezanih stavaka. Humoreska u glazbi predstavlja šaljivo i veselo djelo, ali u ovom ciklusu raspoloženje se kreće od veselog plesnog do sjetnog.
1. Vivace, es-mol [02:26]
2. Poco andante, H-dur [02:19]
3. Poco andante e molto cantabile, As-dur [04:02]
4. Poco andante, F-dur [02:37]
5. Vivace, a-mol [02:40]
6. Poco allegretto, H-dur [03:20]
7. Poco lento e grazioso, Ges-dur [02:28]
8. Poco andante, b-mol [02:52]

Uobičajeno trajanje ciklusa je oko 23 minuta. Vremena navedena uz stavke su s izvođenja Radoslava Kvapila.

## Utjecaj
Najpoznatija humoreska iz ciklusa je br. 7. Počevši od izdavača Simrocka, tijekom godina aranžirana je za razna glazbala i ansamble. Nalazi se na mnogim nosačima zvuka popularne klasike.